# Theodor Wagner
Theodor „Turl” Wagner (ur. 6 sierpnia 1927 w Wiedniu, zm. 21 stycznia 2020 tamże) – austriacki piłkarz, napastnik. Brązowy medalista MŚ 54.
Grał w SC Wacker Wiedeń, SVS Linz i FC Wacker Innsbruck. W 1947 wywalczył dublet – mistrzostwo oraz krajowy puchar. W reprezentacji Austrii zagrał 46 razy i strzelił 22 bramki. Debiutował 10 listopada 1946 w meczu ze Szwajcarią, ostatni raz zagrał w 1957. Podczas MŚ 54 zagrał w czterech meczach Austrii w turnieju i zdobył 3 bramki – wszystkie w ćwierćfinale ze Szwajcarią (7:5).